# 無尽蔵
無尽蔵（むじんぞう）とは、中国・唐代の三階教の中心寺院、長安の化度寺にあった無尽蔵院に代表される、三階教特有の寺院内の施設の名称である。
三階教の説く「普法」に基づいた「普施」を実行するための道場として位置づけられていた。三階教徒より集められた財貨によって、広く天下の寺院の修築に供したという。
化度寺の無尽蔵院は、武則天の時代に、洛陽の福先寺に移されたが、後に化度寺に戻った。713年（開元元年）、玄宗の勅命によって破壊された。

## 長生庫・解庫、無尽講
設備は破壊されたものの、しかし、無尽の考え方はその他の仏教宗派に広まって、お布施等で集められた財産を広く民間に貸し出して利潤を得るシステムが、唐末の仏教寺院では、無尽財、寺庫、質庫、庫などと称されて、広く見られるようになった。宋代には長生庫、元代では解庫、解典庫と呼ばれるようになった。やがて民間にもシステムが普及し、大勢で小額の金銭を出し合い、必要な時やくじ引き順で一定量の金銭を構成員各員が受け取る無尽、無尽講が、日本において確立された。